# Gepuncteerde grasmineermot
De gepuncteerde grasmineermot (Elachista pollinariella) is een vlinder uit de familie grasmineermotten (Elachistidae). De wetenschappelijke naam is voor het eerst geldig gepubliceerd in 1839 door Zeller.
De soort komt voor in Europa.